# Brakel (Bélgica)
Brakel é uma comuna belga da província belga de Flandres Oriental nas Ardenas de Denderstreek e Ardenas Flamengas. O nome é derivado de uma vila carolíngia em Braglo mencionada pela primeira vez em 866 e localizada no centro de Opbrakel. Desde 1970, o município abrange as aldeias de Nederbrakel, Opbrakel, Michelbeke, Elst, Zegelsem. Em 1977, Everbeek, Parike e parte de Sint-Maria-Oudenhove foram adicionados. Em 1 de janeiro de 2006, Brakel tinha uma população de 13.726. A área 56,46 km2, o que dá uma densidade populacional de 243 por km². O prefeito é Stefaan De Vleeschouwer.
A região é conhecida pelas colinas e vales verdes, que atraem ciclistas e caminhantes e participam da prova de ciclismo Volta à Flandres.
Existe um frango Braekel com o nome da cidade.

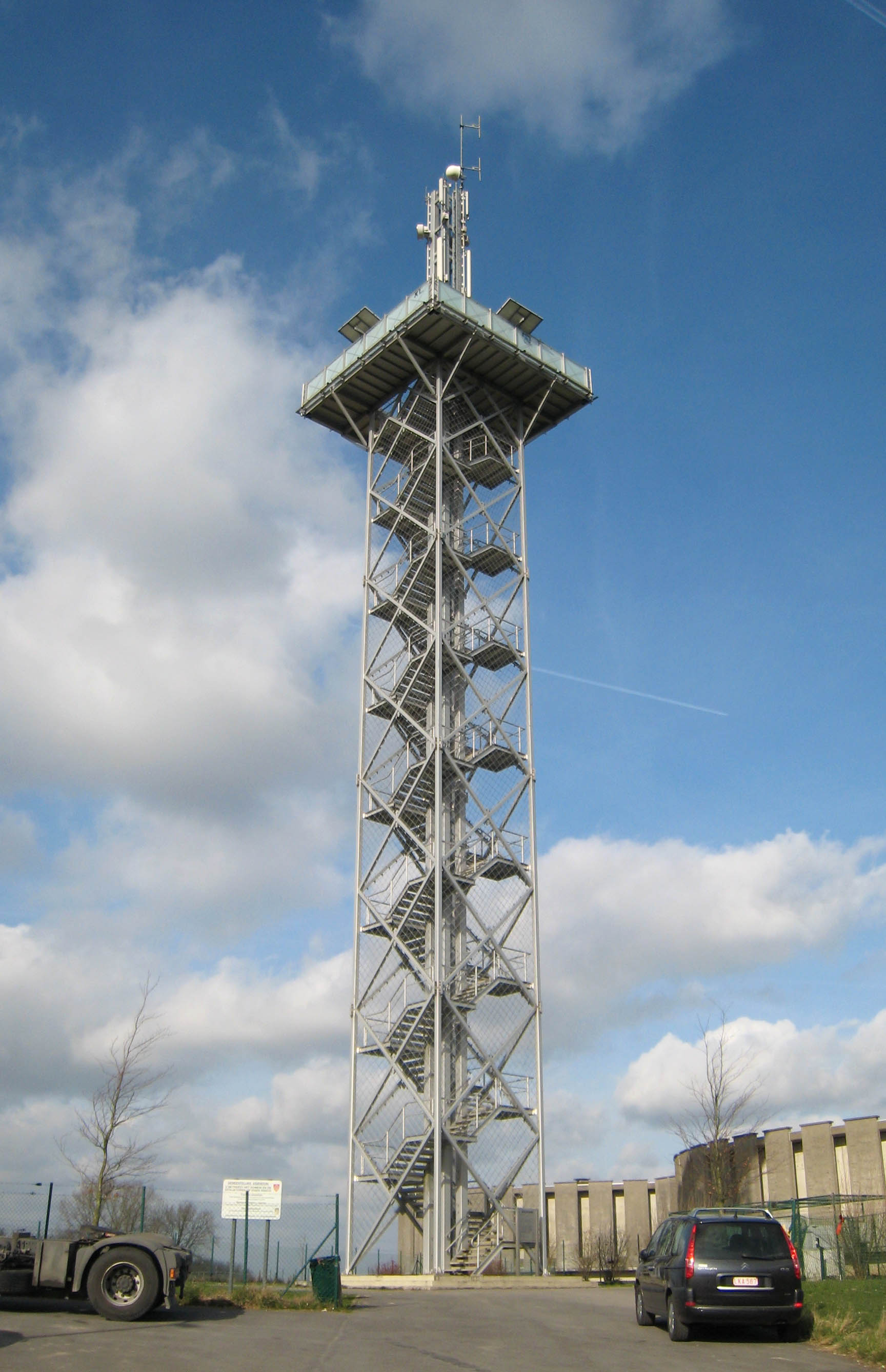
A torre Uitkijktoren

A torre Uitkijktoren, com 32 m de altura, é uma torre de observação que foi inaugurada em abril de 2001. Está localizada em 50° 48′ 45″ N, 3° 44′ 21″ L na Twaalfbunderstraat, a noroeste de Nederbrakel. Painéis de orientação na parte superior permitem que os visitantes identifiquem locais de interesse em todas as direções.

## Habitantes famosos
- Alexander De Croo, político, primeiro-ministro da Bélgica desde 2020
- Robbie McEwen, ciclista, venceu 12 etapas no Tour de France
- Peter Van Petegem, ciclista, venceu a Paris – Roubaix e a Volta à Flandres